# 賀勝
贺胜（1271年—1320年），字贞卿、一字举安，小字伯颜，京兆府鄠县（今陕西省户县）人。元朝大臣，贺仁杰子。
贺胜为人凝重寡言，曾从许衡学，通经传大义。至元二十四年（1287年），从元世祖征乃颜，回朝拜为集贤殿学士，领太史院事。至元二十八年（1291年），担任中书省参知政事，后来担任佥枢密院事，转任大都护。大德九年（1305年），其父因为年老辞职，代替他为上都留守，兼本路都总管、开平府尹。至大三年（1310年），担任左丞相行上都留守。在任通商贾，平抑豪强。延祐四年（1317年），向御史中丞告发右丞相铁木迭儿受贿，因此被弹劾罢相。元英宗即位后，铁木迭儿复出为相，将他诬杀。泰定帝即位，为他昭雪，谥号惠愍，后来改谥忠宣。其子贺惟一。

## 延伸阅读
[在维基数据编辑]
 《元史·卷179》，出自宋濂《元史》
 《新元史/卷175》，出自柯劭忞《新元史》